# رودريك لويس
رودريك لويس (بالإنجليزية: Roderick Lewis)‏ هو لاعب كرة قدم أمريكية أمريكي، ولد في 9 يونيو 1971 في واشنطن العاصمة في الولايات المتحدة.

## وصلات خارجية
- رودريك لويس على موقع مرجع كرة القدم المحترفة.كوم (الإنجليزية)
- رودريك لويس على موقع JustSportsStats.com (الإنجليزية)